# Espira-de-l’Agly
Espira-de-l’Agly település Franciaországban, Pyrénées-Orientales megyében. Lakosainak száma 3525 fő (2022. január 1.). Espira-de-l’Agly Vingrau, Salses-le-Château, Rivesaltes, Peyrestortes, Baixas és Cases-de-Pène községekkel határos.

## Földrajz

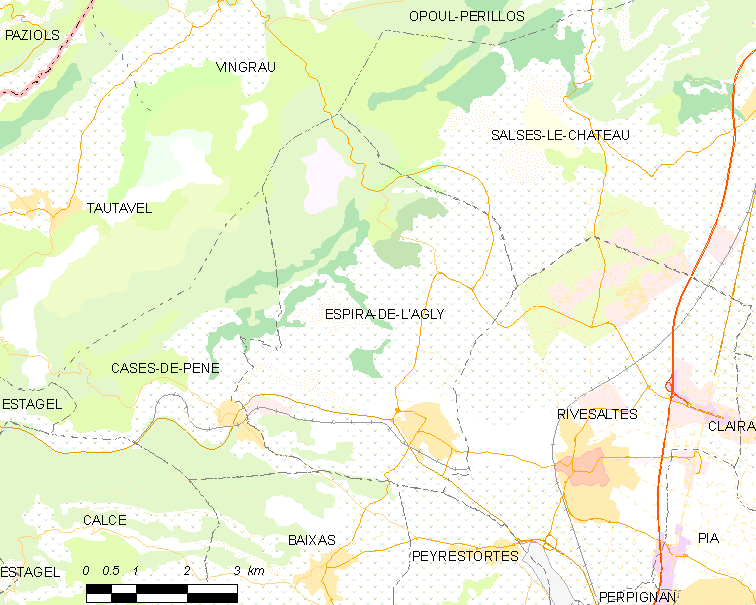
Espira-de-l’Agly és környéke

## Népesség
A település népességének változása:
| Lakosok száma | 3348 | 3420 | 3592 | 3455 | 3460 | 3475 | 3489 | 3532 | 3525 |
|               | 2013 | 2015 | 2016 | 2017 | 2018 | 2019 | 2020 | 2021 | 2022 |